# Мустафаев, Хыдыр Гасан оглы
Хыдыр Гасан оглы Мустафаев (азерб. Xıdır Həsən oğlu Mustafayev; 27 марта 1905, Ханджугаз, Эриванская губерния — 21 мая 1975, Баку) — Герой Советского Союза, командир мотострелкового батальона 91-й отдельной Фастовской танковой бригады 3-й гвардейской танковой армии 1-го Украинского фронта, полковник.

## Биография
Родился 27 марта 1905 года в селе Гезалдара Эриванской губернии (ныне в Лорийской области, Армения) в семье крестьянина. По национальности — азербайджанец. Мустафаев с детства работал с отцом на земле, повзрослев, он пошёл на медные рудники.
В своих воспоминаниях Маршал Советского Союза Иван Якубовский пишет:
Жизнь за плечами нелегкая, многому научившая. Родился он в 1905 году, рос в семье, где было восемь детей. Воспитывался без отца, попавшего в тюрьму за участие в революционном движении. В семнадцать лет пошёл в ликбез.
С 1924 по 1927 год Мустафаев работал в рудниках горнометаллургического комбината города Алаверди. В 1927 году был призван в Красную Армию. Военную службу начал в первом полку 76-й армянской горнострелковой дивизии имени К. Е. Ворошилова. В 1928 году становится командиром отделения.
В 1930 году стал членом ВКП(б). Командование назначает Мустафаева помкомвзводом и как особо отличившегося бойца направляет учиться в Закавказскую военно-пехотную школу. В том же году он окончил Курсы усовершенствования командного состава, затем служил в должностях командира взвода, роты, а также работал военным преподавателем.
С сентября 1942 года на фронтах Великой Отечественной войны. Принимал участие в Сталинградской битве. В январе 1943 года был тяжело ранен в грудь, однако, он продолжил вести бой до тех пор, пока не обессилел от потери крови. За бои под Сталинградом был награждён орденом Красной Звезды, причём награду он получил через полгода в Кремле из рук М. И. Калинина. Выписавшись из госпиталя, Хыдыр вернулся на фронт и принял участие в боях на Курской дуге. За бои под Орлом его наградили орденом Отечественной войны I-й степени.
Участвовал в боях под Киевом, Житомиром, Казатиным, Бердичевом, Проскуровым, Тернополем. В ночь с 5 на 6 ноября 1943 года приказом командующего 3-й Гвардейской танковой армией был назначен командиром ударного танкового батальона. Командование поставило задачу выйти в тыл гитлеровцев и взять город Фастов. 344-й танковый батальон капитана Лусты и мотострелковый батальон майора Хыдыра Мустафаева с ротой противотанковых ружей скрытно осуществили глубокий 60-километровый марш в обход города Фастова. На рассвете 7 ноября танки с пехотой на броне внезапно ворвались в город с севера и взяли железнодорожный вокзал. В течение 5 часов уличных боёв, противник был разбит, а город Фастов был полностью очищен от немецких войск. При взятии города было захвачено 64 зенитных орудия, 43 танка, 16 эшелонов с военным снаряжением, 40 складов с оружием и продовольствием, свыше 40 тыс. т горючего и 5 паровозов. В своих воспоминаниях Маршал Советского Союза Иван Якубовский пишет:
Припоминается случай, когда в батальон X. Г. Мустафаева прибыло молодое пополнение. Приняв его, как положено, майор рассказал о своих впечатлениях: «Да это же мальчишки. Они и бриться-то не научились. Жаль пускать их в бой. Душевный заряд у них хороший, но одного его мало. Пусть пока обветрятся пороховым дымом во втором эшелоне. Врастут там в бытие наше, поучатся у бывалых. Всему своё время. А в боях за Фастов участвовать будут. Тогда срок подоспеет».

Могила Хыдыра Мустафаева на Аллее почётного захоронения в Баку

И надо заметить, что его безусые «мальчишки» неплохо показали себя в первом для них боевом деле. Такие офицеры, как Мустафаев, хорошо подготовили их к испытанию. Многие молодые солдаты были удостоены тогда правительственных наград.
Указом Президиума Верховного Совета СССР «О присвоении звания Героя Советского Союза генералам, офицерскому, сержантскому и рядовому составу Красной Армии» от 10 января 1944 года за «образцовое выполнение боевых заданий командования на фронте борьбы с немецко-фашистскими захватчиками и проявленные при этом отвагу и геройство» удостоен звания Героя Советского Союза с вручением ордена Ленина и медали «Золотая Звезда» (№ 2108).
После окончания войны продолжил службу в армии и ушёл в запас лишь в 1954 году. Последние годы жил и работал в Баку.
Скончался 21 мая 1975 года.
Сочинения
Автор книг «Танкларла дюшмян узяриня» (1962), «Шли танкисты» (1965).

## Память
- В его честь названа одна из улиц в городе Баку.
- В 2005 году в городе Киеве герою поставлен памятник.

## Награды
- Медаль «Золотая Звезда».
- Орден Ленина.
- Орден Красного Знамени.
- Орден Отечественной войны 1-й степени.
- Два ордена Красной Звезды.